# Ludwig Biermann

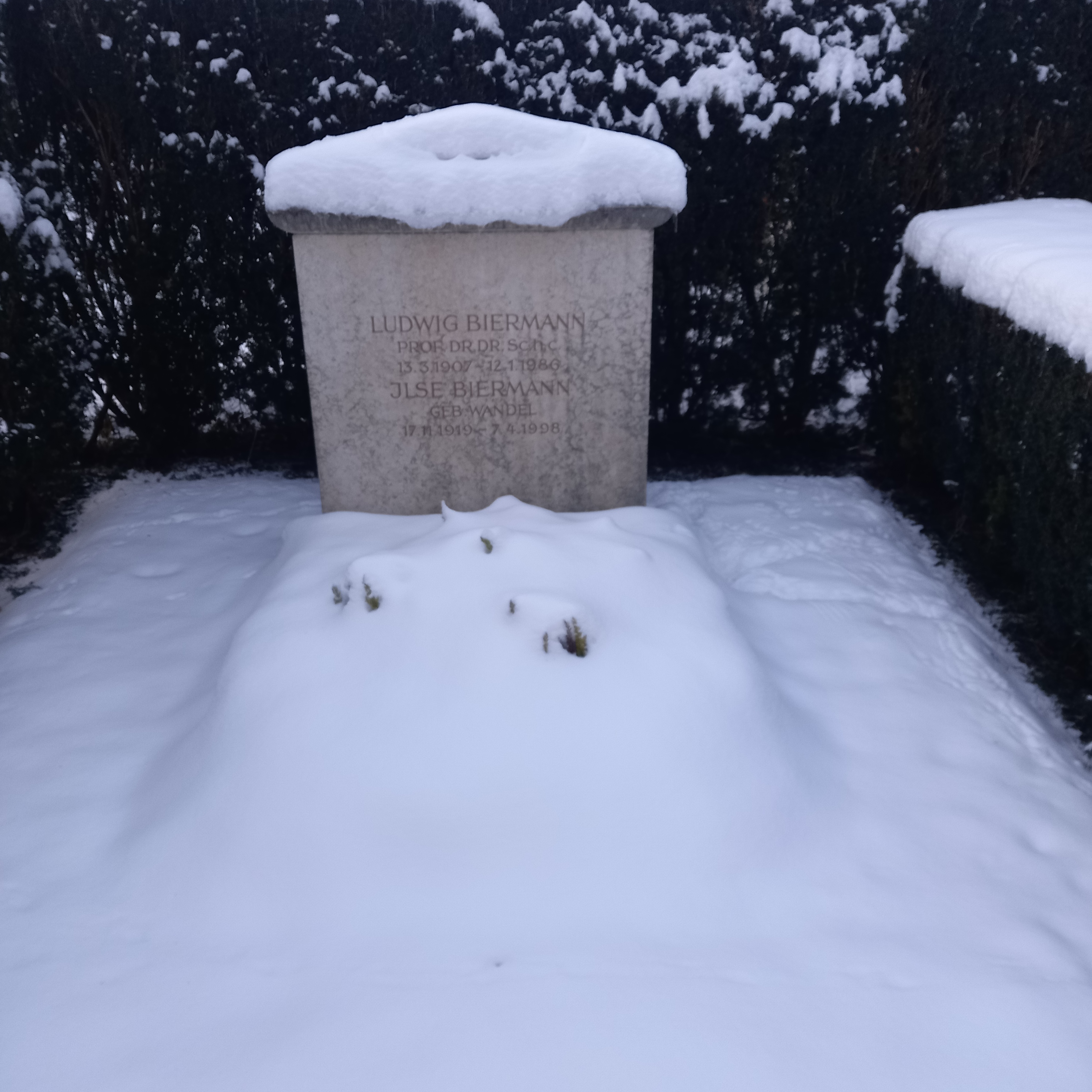
Das Grab von Ludwig Biermann und seiner Ehefrau Ilse geborene Wandel auf dem Nordfriedhof (München)

Ludwig Franz Benedikt Biermann (* 13. März 1907 in Hamm; † 12. Januar 1986 in München) war ein deutscher Physiker.
Ludwig Biermann legte 1925 sein Abitur am humanistischen Gymnasium Hammonense in Hamm/Westf. ab. Er wurde 1932 in Göttingen mit einer Arbeit über Konvektionszonen im Innern der Sterne promoviert. Nach dem Studium arbeitete er auf dem Gebiet der Astrophysik und Plasmaphysik. Am Max-Planck-Institut für Physik und Astrophysik in München war er Direktor; von 1951 bis zu seiner Emeritierung im Jahr 1975 war er "Wissenschaftliches Mitglied" der Max-Planck-Gesellschaft. Sein Hauptgebiet waren die theoretische Astrophysik und hier speziell der Aufbau der Sterne.

## Werk
Biermann sagte 1951 die Existenz des Sonnenwinds voraus, der erstmals 1959 nachgewiesen wurde. Er stützte diese Theorie auf die Ausrichtung der Gasschweife der Kometen, welche auf den Sonnenwind zurückzuführen sei. Weiterhin beschäftigte er sich mit Anwendungen der Plasmaphysik und Elektrodynamik auf astrophysikalische Probleme, der Theorie der kontrollierten Kernfusion und der kosmischen Strahlung.

## Ehrungen
Biermann wurde am 24. Mai 1943 (dem 400. Todestag von Nikolaus Kopernikus) mit dem Nikolaus-Kopernikus-Preis des Instituts für Deutsche Ostarbeit Krakau, 1967 mit der Bruce Medal, 1974 mit der Goldmedaille der Royal Astronomical Society und 1980 mit der Karl-Schwarzschild-Medaille der Astronomischen Gesellschaft ausgezeichnet. Nach ihm wurde der Ludwig-Biermann-Förderpreis benannt. Der Bayerischen Akademie der Wissenschaften gehörte er ab 1961 als ordentliches Mitglied an. Ab 1972 war er gewähltes Mitglied der Gelehrtenakademie Leopoldina, ab 1976 Mitglied der National Academy of Sciences.

## Aufsätze
- Ludwig Biermann, Arnulf Schlüter: Über die Göttinger Arbeiten zur kontrollierten thermonuklearen Fusion. in: Mitteilungen aus der Max-Planck-Gesellschaft zur Förderung der Wissenschaften, Heft 3/1957, S. 146–163